# Portsmouth, Great Falls and Conway Railroad
Die Portsmouth, Great Falls and Conway Railroad (PGFCR) ist eine ehemalige Eisenbahngesellschaft in New Hampshire (Vereinigte Staaten). Sie wurde am 19. Juni 1844 zunächst als Great Falls and Conway Railroad gegründet und baute die nördliche Verlängerung der bereits 1841 gegründeten jedoch erst 1854 eröffneten Great Falls and South Berwick Railroad. Mit dieser Bahn wurde bereits am 30. Dezember 1848 ein Konsolidierungsvertrag geschlossen.
Am 28. Februar 1849 wurde der erste Abschnitt von Great Falls (heute Somersworth) nach Rochester eröffnet. Die normalspurige Strecke war 9 Kilometer lang. 1850 erreichte der Schienenstrang South Milton. 1855 erfolgte die Verlängerung nach Union. Ein kurzes Stück dieser Strecke querte das Territorium des Bundesstaats Maine. Der Weiterbau stockte zunächst aufgrund finanzieller Probleme.
Am 30. Juni 1865 wurde die Bahngesellschaft schließlich in Portsmouth, Great Falls and Conway Railroad umgegründet. Gleichzeitig führte man den Bau der Strecke fort. Bis 1875 wurde die gesamte Bahnstrecke Jewett–Intervale Junction fertiggestellt. In Intervale Junction schloss die Strecke an die etwa zur gleichen Zeit eröffneten Strecke der Portland and Ogdensburg Railway (P&O) an.
Ab 1870 und erneut ab 1. Oktober 1878 pachtete die Eastern Railroad die Bahngesellschaft für 60 Jahre. Am 9. Mai 1890 erwarb schließlich die Boston and Maine Railroad die Gesellschaft, die damit aufgelöst wurde. Heute betreibt die New Hampshire Northcoast den Abschnitt von Somersworth nach Ossipee. Die Conway Scenic Railroad betreibt den Abschnitt von Conway bis Intervale Junction als Museumsbahn. Die übrigen Abschnitte sind stillgelegt.